# Benissa
Benissa község Spanyolországban, Alicante tartományban. Lakosainak száma 12 317 fő (2024). Benissa Altea, Calp, Gata de Gorgos, Llíber, Senija, Teulada és Jalón községekkel határos.

## Népesség
A település lakosságának változását az alábbi diagram mutatja:
| Lakosok száma | 10 556 | 11 405 | 12 424 | 13 221 | 13 536 | 11 572 | 11 000 | 11 005 | 11 462 | 12 317 |
|               | 2001   | 2004   | 2006   | 2009   | 2011   | 2014   | 2016   | 2019   | 2021   | 2024   |